# 沙塔瓦
48°46′29″N 26°42′17″E / 48.77472°N 26.70472°E
沙塔瓦（烏克蘭語：Шатава），是烏克蘭西部的村莊，隸屬赫梅利尼茨基州的卡緬涅茨-波多利斯基區。該村始建於1558年，面積3.03平方公里，海拔高度262米，2001年人口1,611，人口密度每平方公里532.2人。